# モスタファ・モハメド
モスタファ・モハメド・アフメド・アブダラー（アラビア語: مصطفى محمد أحمد عبد الله、Mostafa Mohamed Ahmed Abdallah、1997年11月28日 - ）は、エジプトのサッカー選手。エジプト代表。ポジションはFW。

## クラブ歴
アル・ザマレクの下部組織出身で、2016年に選手初出場を記録した。同年から2019年にかけては国内で期限付き移籍を繰り返して出場を重ねた。
2021年2月1日にガラタサライSKに1年半の期限付き移籍で加入。レンタル料は推定200万ドルで、400万ドルの買取オプションもつけられた。これによって彼はガラタサライ史上初めてのエジプト人選手となった。その翌日に初出場初得点を記録した。さらに6日のクタラララス・デルビでも試合唯一となる得点を記録し、勝利の立役者となった。同年12月27日にガラタサライは買取オプションを行使し、翌年7月1日から2025年までの契約を締結した。
しかし完全移籍直後の7月21日にFCナントへの1シーズンの期限付き移籍が発表された。8月28日に移籍後初得点をリーグ・アンで記録すると、9月8日にはUEFAヨーロッパリーグ 2022-23 グループリーグのオリンピアコスFC戦でUEFA主催試合初得点を記録した。

## 代表歴
年代別ではU-20、U-23代表での出場歴があり、アフリカ U-23ネイションズカップ2019では4得点を記録、得点王に輝くとともにエジプトの優勝に貢献した。
A代表では2019年3月23日に行われたアフリカネイションズカップ2019予選・グループJのニジェール代表戦で初出場を記録した。2021年9月5日に行われた2022 FIFAワールドカップ・アフリカ2次予選・ガボン代表戦で初得点を記録した。

## 私生活
2020年6月10日に結婚式を行った。